# سنن أبي داود
سنن أبي داود المعروف بـ السنن، هو أحد كتب الحديث الستة والسنن الأربعة والتي تحتلّ مكانة متقدمة عند أهل السنّة؛ حيث تعتبر من أمهات مصادر الحديث عندهم. حيث يأتي في المنزلة بعد الصحيحين،(2) صنفه الإمام أبو داود سليمان بن الأشعث بن إسحاق بن بشير بن شداد بن عمرو الأزدي السَجِسْتاني (202 هـ - 817م / 275 هـ - 888م)،  جمع فيه أبو داود جملة من الأحاديث، وقد بلغت أحاديثه 5274 حديثًا. وانتقاه من خمسمئة ألف حديث.
اهتم أبو داود بأحاديث الأحكام التي استدل بها الفقهاء، وبنى عليها علماءُ الأمصار الأحكامَ الفقهية، حيث قال في رسالته لأهل مكة: «فهذه الأحاديث أحاديث السنن كلها في الأحكام، فأما أحاديث كثيرة في الزهد والفضائل، وغيرها من غير هذا فلم أخرجها.»، وقد قسّم كتابه إلى 36 كتابًا، وقسّم كل كتاب إلى أبواب وعددها 1871 بابًا، وترجم على كل حديث بما قد استنبط منه العلماء. ويحتوي الكتاب على الأحاديث المرفوعة إلى النبي محمد، وكذلك الأحاديث الموقوفة على الصحابة، والآثار المنسوبة إلى علماء التابعين.
أما بالنسبة لتخريج الأحاديث، فقد كان ينبّه على الأحاديث شديدة الوهن، أمّا الأحاديث الصحيحة والحسنة فيسكت عنها، حيث قال: «ذكرت فيه الصحيح وما يشابهه ويقاربه، وما كان فيه وهن شديد بينته، وما لم أذكر فيه شيئًا فهو صالح، وبعضها أصح من بعض.»، واختلف علماء الحديث في الأحاديث المسكوت عنها، فيرى ابن الصلاح ويحيى بن شرف النووي وابن كثير الدمشقي أنها حسنة إن لم تكن في الصحيحين، ويرى آخرون أنها متنوعة بين صحيح وحسن، ومنها ضعيف صالح للاعتبار.

## نبذة عن أبي داود

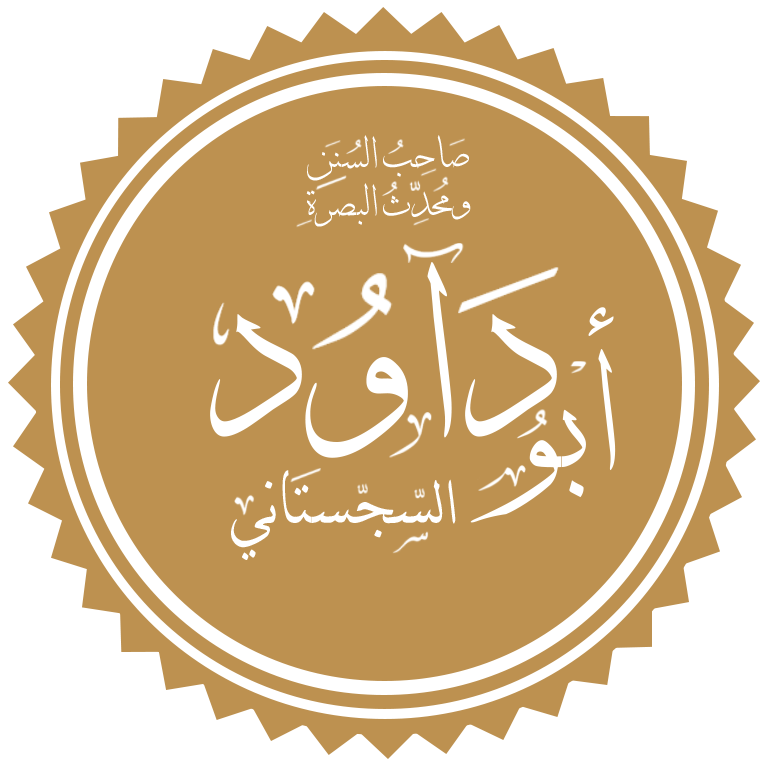
تخطيط لاسم أبي داود السجستاني صاحب السنن ومحدث البصرة.

أبو داود سليمان بن الأشعث بن إسحاق بن بشير الأزدي من منطقة سجستان المشهور بأبي داود (202-275 هـ) إمام أهل الحديث في زمانه، محدث البصرة، ولد أبو داود سنة 202 هـ في عهد المأمون في إقليم صغير مجاور لمكران أرض البلوش الأزد يُدعي سجستان.
طلب الحديث فزار خراسان، والري، وهراة، وزار الكوفة في 221 هـ، وقدم بغداد عدة مرات، وآخر مرة زارها كانت سنة 271 هـ، وأقام بطرطوس عشرين سنة، كما سمع الحديث بدمشق ومصر، ثم سكن البصرة بطلب من الأمير أبي أحمد الموفق الذي جاء إلى منزله في بغداد واستأذن عليه ورجاه أن يسكن البصرة ليرحل إليها طلبة العلم من أقطار الأرض فتعمر بسببه بعد أن خربت وهُجرت وانقطع الناس عنها لما جرى عليها من فتنة الزنج.
تتلمذ أبو داود على يد الإمام أحمد بن حنبل وتأثر به في منهجه في الحديث، كما تتلمذ على يد يحيى بن معين وعلي بن المديني وقتيبة بن سعيد، ويحيى بن سعيد القطان وغيرهم. وتتلمذ عليه الترمذي والنسائي وغيرهم. صنف كتابه السنن، وعرضه على أحمد بن حنبل فاستجاده واستحسنه. وله مؤلفات أخرى في الفقه والعقيدة والجرح والتعديل والناسخ والمنسوخ وعلم الحديث مثل: مسائل الإمام أحمد، وسؤالات أبي عبيد محمد بن علي بن عثمان الآجري، وأسئلة لأحمد بن حنبل عن الرواة والثقات والضعفاء، والرد على أهل القدر، وكتاب البعث والنشور، وكتاب الزهد، ودلائل النبوة، وفضائل الأنصار، والتفرد في السنن، وغيرها، توفي أبو داود في 16 شوال سنة 275 هـ.

## اسم الكتاب

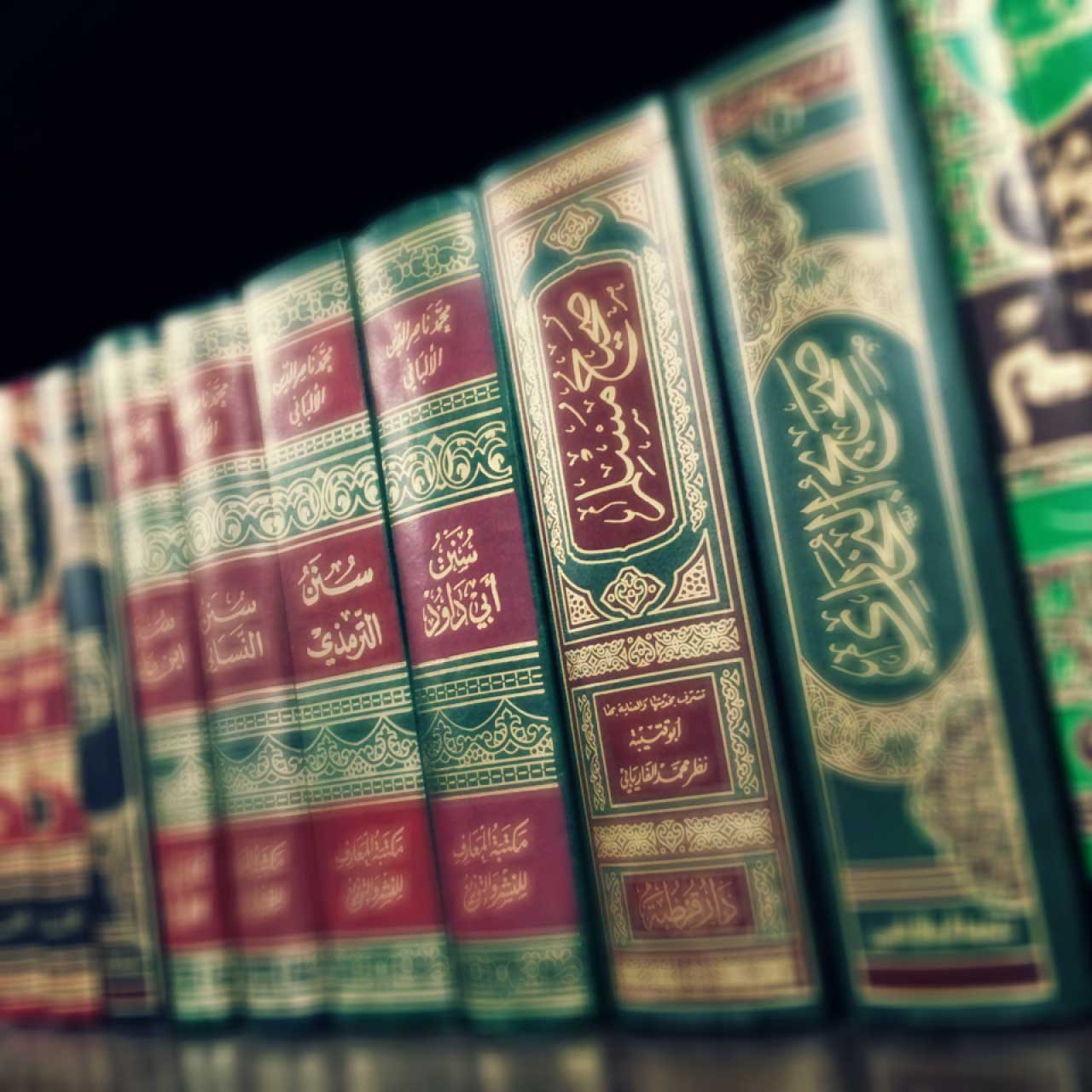
مجموعة من كتب الحديث: الصحيحان والسنن الأربعة، ويطلق عليهم كتب الحديث الستة.

السنن في اصطلاح المحدثين هي كتب تجمع أحاديث الأحكام المرفوعة مرتبة على أبواب الفقه: كأبواب الطهارة والصلاة والزكاة والنكاح والطلاق والحدود والبيع والجهاد وغيرها، ولا تحتوى الأحاديث الموقوفة على الصحابة أو الأحاديث المقطوعة على التابعين، لأن ذلك ليس سنة نبوية في اصطلاح المحدثين. كما أن كتب السنن تخلو من أحاديث العقائد والفتن والتاريخ والشمائل والمناقب وما شابهها من الموضوعات التي تحتويها كتب الجوامع والمسانيد. ولا تقتصر السنن على الصحيح من الأحاديث بل تشتمل وتحتوي على الحسن والضعيف وما يراه مؤلفها صالحاً للأخذ به فقهيًا. وقد سمى أبو داود كتابه بالسنن، وذكر ذلك في عدة مواطن، فقد ذكر في رسالته إلى أهل مكة: «فإنكم سألتم أن أذكر لكم الأحاديث التي في كتاب السنن أهي أصح ما عرف في الباب؟». وقال أيضًا: «ليس في كتاب السنن الذي صنفته عن رجل متروك الحديث». وأشهر كتب السنن: سنن أبي داود، وسنن النسائي وسنن ابن ماجه، ويشتهر اسم السنن على سنن الترمذي أيضًا ولكنه يُعد في من كتب الجوامع في اصطلاح المحدثين.
وسنن أبي داود هو من أشهر الكتب في السنن، بل يعتبر بعض العلماء أن أبا داود هو أول من ألف في السنن، فيقول الكتاني: «وهو أول من صنف في السنن»، ويقول أبو سليمان الخطابي: «كان تصنيف علماء الحديث قبل زمان أبي داود الجوامع والمسانيد ونحوهما فتجمع تلك الكتب إلى ما فيها من السنن والأحكام أخبارًا وقصصًا ومواعظ وآدابًا. فأما السنن المحضة فلم يقصد واحد منهم جمعها واستيفاءها ولم يقدر على تخليصها واختصار مواضعها من أثناء تلك الأحاديث الطويلة ومن أدلة سياقها على حسب ما اتفق لأبي داود.»

## تأليف السنن ورواياته

الصفحة الأولى من الجزء الواحد والعشرين من سنن أبي داود برواية اللؤلؤي رواها عنه القاسم الهاشمي رواها عنه الحافظ الخطيب رواها عنه أبو الحسين بن أبي يعلى الفراء.

ألّفَ أبو داودَ السننَ مبكرًا في بداية عمره، حيث ذكر أنه عرضه على الإمام أحمد بن حنبل فاستحسنه واستجاده، لذلك رجح العلماء أنه ألفه قبل سنة 241 هـ أي قبل وفاة أحمد بن حنبل، كما يُرجح أنه ألفه بطرطوس وظل يؤلفه مدة طويلة؛ حيث يقول: «أقمت بِطَرْسُوس عشرين سنة، واجتهدت في المسند فإذا هو أربعة آلاف حديث». وقد راجع أبو داود السنن مرات عدة، فيقول أبو علي محمد بن أحمد اللؤلؤي عن أحد الأحاديث: «هَذَا الْحَدِيثُ لَمْ يَقْرَأْهُ أَبُو دَاوُدَ فِي الْعَرْضَةِ الرَّابِعَةِ.»، مما يعني أنه كان يراجعه ويُنقِص منه الأحاديث التي لا يراها صالحة للاعتبار، كما كان يقرأه دائمًا على تلاميذه ويذيعه بين الناس، فيقول علي بن الحسن بن العبد: «سمعت كتاب السنن من أبي داود ست مرار بقيت من المرة السادسة بقية»، وظل يقرأه على تلاميذه حتى وفاته. لذلك كَثُرَ الرواة لسنن أبي داود، حتى قال ابن كثير: «الروايات عند أبي داود بكتابه السنن كثيرة جدًا، ويوجد في بعضها من الكلام بل والأحاديث ما ليس في الأخرى.» وقال شاه عبد العزيز الدهلوي: «رواية اللؤلؤي مشهورة في المشرق، ورواية ابن داسة مروجة في المغرب وأحدهما يقارب الآخر، وإنما الاختلاف بينهما بالتقديم والتأخير دون الزيادة والنقصان بخلاف رواية ابن الأعرابي فإن نقصانها بيّنٌ بالنسبة إلى هاتين النسختين»، ومن أشهر من روى السنن عن أبي داود:
- أبو علي اللؤلؤي المتوفي سنة 333 هـ، وهي الرواية الأشهر، وروايته من أصح الروايات لأنه من آخر ما أملى أبو داود، حيث كان اللؤلؤي ملازمًا لأبي داود،[21] فقد سمع السنن مرات عديدة، كان آخرها في السنة التي توفي فيها أبو داود سنة 275 هـ، رواها عنه القاسم بن جعفر بن عبد الواحد الهاشمي، ورواها عن القاسم الخطيب البغدادي، ورواية الخطيب هي أشهر الروايات المعتمدة عن اللؤلؤي.
- أبو بكر بن داسة المتوفي سنة 346 هـ، هو آخر من حدث بالسنن كاملًا، وآخر من روى عن ابن داسة بالإجازة أبو نعيم الأصبهاني.[22] روايته مشهورة ولا سيمًا في بلاد المغرب وتقارب رواية اللؤلؤي، والاختلاف بينهما غالبًا بالتقديم والتأخير.
- أبو سعيد بن الأعرابي المتوفي 340 هـ، له في غضون الكتاب زيادات في المتن والسند،[23] ولكن روايته ناقصة، حيث فاته من كتاب الوضوء والصلاة والنكاح أوراق كثيرة، وسقط من نسخته كتاب الفتن والملاحم والحروف والقراءات والخاتم ونحو النصف من كتاب اللباس.
- أبو الحسن علي بن الحسن بن العبد الوراق المتوفي سنة 328 هـ، وروايته فيها من الكلام على جماعة من الرواة والأسانيد ما ليس في رواية اللؤلؤي.
- أبو أسامة محمد بن عبد الملك الرواس، قال عنه الذهبي: «رواي السنن بفوتات»، وقال المزي: «روى عنه السنن، وفاته منها مواضع».[24]
- أبو سالم محمد بن سعيد الجلودي، ذكر روايته للسنن الخطيب البغدادي وابن عبد الهادي والذهبي وتقي الدين السبكي وابن قطلوبغا.[24]
- أبو عمرو أحمد بن علي بن الحسن البصري، ذكر روايته للسنن جمال الدين المزي والذهبي وتقي الدين السبكي وابن حجر العسقلاني.[24]
- أبو عيسى إسحاق بن موسى بن سعيد الرملي الوراق، ذكر روايته للسنن الخطيب البغدادي وابن الجوزي وابن حجر العسقلاني، وروايته مشهورة مروِّية.[24]
- أحمد بن إبراهيم بن عبد الرحمن بن الأشناني، أبو الطيب البغدادي، ذكر روايته للسنن جمال الدين المزي والذهبي والخطيب البغدادي وابن حجر العسقلاني.[24]
- أبو العباس المروزي، لم يذكره إلا الذهبي.[24]
- قاسم بن نجبة، انفرد بذكره ابن الفرضي.[24]

## وصف السنن ومنهجه

### عدد أحاديثه
ذكر أبو داود أنه جمع في سننه حوالي 5300 حديثًا، وقد عدَّها صالح بن عبد العزيز آل الشيخ في تحقيقه للسنن وذكر أنها 5274 حديثًا. وانتقاه من خمسمئة ألف حديث. فيقول: «كتبت عن رسول الله ﷺ خمسمائة ألف حديث، انتخبت منها ما ضمنته هذا الكتاب، جمعت فيه أربعة آلاف وثمانمائة حديث ذكرت فيها الصحيح وما يشبهه ويقاربه، وما فيه وهن شديد بينته، ويكفي الإنسان لدينه من ذلك أربعة أحاديث:
1. أحدها: قوله ﷺ: الأعمال بالنيات.
2. والثاني: قوله ﷺ: من حسن إسلام المرء تركه ما لا يعنيه.
3. والثالث: قوله ﷺ: لا يكون المؤمن مؤمنًا حتى يرضى لأخيه ما يرضاه لنفسه.
4. والرابع: قوله ﷺ: الحلال بيِّن والحرام بيِّن، وبين ذلك أمور مشتبهات.»

### تجزئته وتبويبه

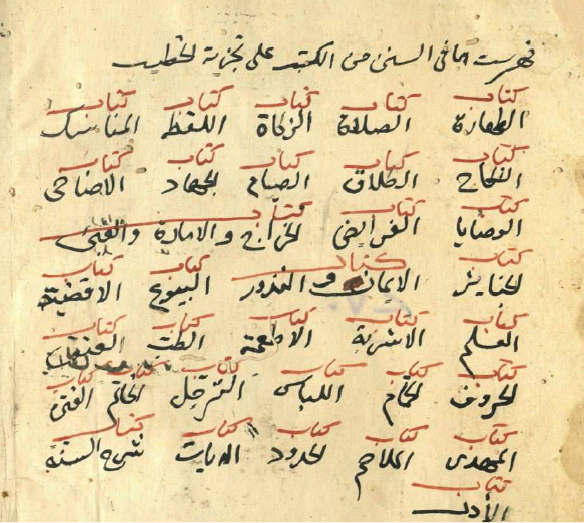
فهرس سنن أبي داود برواية اللؤلؤي عن الخطيب.

قسم أبو داود السنن إلى 18 جزءًا مع المراسيل، منها جزء واحد للمراسيل، وقام النسَّاخ فيما بعد تجزئة الكتاب كلٌ حسب رأيه، فقد قسم الخطيب البغدادي السنن إلى 30 جزء تقريبًا، وينقسم السنن إلى 36 كتابًا مرتبة على أبواب الفقه وهي: كتاب الطهارة وكتاب الصلاة وكتاب الزكاة وكتاب اللقطة وكتاب المناسك وكتاب النكاح وكتاب الطلاق وكتاب الصوم وكتاب الجهاد وكتاب الأضحية وكتاب الصيد وكتاب الوصايا وكتاب الفرائض وكتاب الخراج والإمارة والفيء وكتاب الجنائز وكتاب الأيمان والنذور وكتاب البيوع وكتاب الإجارة وكتاب الأقضية وكتاب العلم وكتاب الأشربة وكتاب الأطعمة وكتاب الطب وكتاب العتق وكتاب الحروف والقراءات وكتاب الحمام وكتاب اللباس وكتاب الترجل وكتاب الخاتم وكتاب الفتن وكتاب المهدي والملاحم وكتاب الحدود وكتاب الديات وكتاب شرح السنة وكتاب الأدب. وهناك بعض الاختلافات الطفيفة في التبويب بين النسخ المختلفة.
وقسّم أبو داود كل كتاب إلى أبواب وعددها إجمالُا 1871 بابًا، وحسب إحصاء محمد محيي الدين عبد الحميد عددها 1889 بابًا، وجميع الكتب مُقسمة إلى أبواب ما عدا ثلاثة كتب هي اللقطة وكتاب الحروف والقراءات وكتاب المهدي، وبعض الكتب تحتوى على أبواب كثيرة مثل كتاب الصلاة يحتوى على ثلاثمئة باب وسبعة وستين بابًا، وبعض الكتب تحتوي على أبواب قليلة مثل كتاب الحمام يحتوى على ثلاثة أبواب. وكان أبو داود يضع في الباب الواحد عدداً قليلاً من الأحاديث، فقد صرح في رسالته إلى أهل مكة بذلك فقال: «ولم أكتب في الباب إلا حديثًا أو حديثين، وإن كان في الباب أحاديث صحاح؛ لأنه يكبر، وإنما أردت قرب منفعته»، وقال: «وإذا أعدت الحديث في الباب من وجهين أو ثلاثة فإنما هو من زيادة كلام فيه»، وأحيانًا يكون الباب طويلًا مثل باب صفة حجة النبي.

### منهجه في الحديث

#### شرطه
يشترط أبو داود في الحديث أن يكون صالحًا للاعتبار والاحتجاج به، ويترك ما هو شديد الوهن، ولا يروي عن من اجتُمِعَ على تركه حديثه من الرجال، حيث قال: «ذكرت الصحيح وما يشبهه ويقاربه، وما كان فيه وهن شديد بينته، وما لم أذكر فيه شيئا فهو صالح، وبعضها أصح من بعض»، قال ابن الصلاح: «وروي عنه أنه يذكر في كل باب أصح ما عرفه فيه.» وروى المنذري وابن الصلاح وغيرهما ذكروا أن محمد بن إسحاق بن منده حكى أن شرط أبي داود والنسائي إخراج حديث أقوام لم يجتمع على تركهم، ويحكون عن أبي داود أنه قال: «ما ذكرت في كتابي حديثًا اجتمع الناس على تركه».
وكذلك يحتج أبو داود بالمراسيل، فيقول: «وأما المراسيل فقد كان يحتج بها العلماء فيما مضى، مثل سفيان الثوري، ومالك، والأوزاعي حتى جاء الشافعي، فتكلم فيها وتابعه على ذلك أحمد بن حنبل، وغيره. فإذا لم يكن مسند غير المراسيل، فالمرسل يحتج به، وليس هو مثل المتصل في القوة».
وأما الحديث الغريب فيتركه ولو كان مرويًا من الثقات، ويستند إلى أقوال السلف في ذلك مثل قول إبراهيم النخعي: «كانوا يكرهون الغريب من الحديث»، وقول يزيد بن أبي حبيب: «إذا سمعت الحديث فأنشده كما تنشد الضالة، فإن عرف وإلا فدعه.»

#### درجة الأحاديث وتخريجها
يحتوي سنن أبي داود على أحاديث صحيحة وحسنة وضعيفة، وشديدة الوهن، كما بين ذلك أبو داود في رسالته إلى أهل مكة فقال: «ذكرت الصحيح وما يشبهه ويقاربه، وما كان فيه وهن شديد بينته، وما لم أذكر فيه شيئًا فهو صالح، وبعضهما أصح من بعض». فالحديث عند أبي داود إما أن يُصححه، أو يبين أنه شديد الوهن، وإما أن يسكت عنه. وقد ذكر الذهبي أن ما في كتاب سنن أبي داود مما يوافق ما أخرجه البخاري ومسلم يبلغ شطر الكتاب. فأما الأحاديث شديدة الوهن فقد كان يبين العلل التي تقدح في صحة الحديث ويذكر ترجيح ما فيه خلاف بين الرفع والوقف أو الإرسال والوصل، وأحيانًا لا يُبيِّنها لعدة أسباب ذكر ابن حجر العسقلاني أنه قد تكون بسبب:
1. اكتفاء بما تقدم له من الكلام لنفس الراوي في نفس كتابه.
2. أو أنه غفل عنه أو نسيَه.
3. أو لشدة وضوح ضعف ذلك الراوي، واتفاق الأئمة على طرح روايته.
4. أو لاختلاف نُسخ السنن.

وأما الأحاديث التي سكت عنها، فاختلف علماء الحديث في درجة الحديث الذي يسكت عنه أبو داود، فيرى ابن الصلاح ويحيى بن شرف النووي وابن كثير الدمشقي أنها حسنة إن لم تكن في الصحيحين، يقول ابن الصلاح: «فعلى هذا ما وجدناه في كتابه مذكورًا مطلقًا، وليس في واحد من الصحيحين، ولا نص على صحته أحد عرفنا أنه الحسن عند أبي داود.» ويرى آخرون أنها متنوعة بين صحيح وحسن، ومنها ضعيف صالح للاعتبار. ويرى الذهبي والحافظ العراقي أن سكوت أبي داود عن هذه الأحاديث دليل على أنها مُحتّمل ضعفها عنده فيقول: «وقد وفى بذلك فإنه بين الضعيف الظاهر وسكت عن الضعيف المحتمل، فما سكت عنه لا يكون حسنًا عنده ولا بد، بل قد يكون مما فيه ضعف.» ويلخص الألباني أقوال علماء الحديث فيما سكت عنه أبو داود فيقول:
| سنن أبي داود | اشتهر عن أبي داود أنه قال في حق كتابه السنن: "ما كان في كتابي هذا من حديث فيه وهن شديد بينته ومالم أذكر فيه شيئًا فهو صالح". فاختلف العلماء في فهم مراده من قوله: "صالح" فذهب بعضهم إلى أنه أراد أنه حسن يحتج به. وذهب آخرون إلى أنه أراد ما هو أعم من ذلك فيشمل ما يحتج به وما يستشد به وهو الضعيف الذي لم يشتد ضعفه وهذا هو الصواب بقرينة قوله: "وما فيه وهن شديد بينته" فإنه يدل بمفهومه على أن ما كان فيه وهن غير شديد لا يبينه. فدل على أنه ليس كل ما سكت عليه حسنًا، عنده ويشهد لهذا وجود أحاديث كثيرة عنده لا يشك عالم في ضعفها وهي ممن سكت أبو داود عليها حتى إن النووي يقول في بعضها: وإنما لم يصرح أبو داود بضعفه لأنه ظاهر. | سنن أبي داود |

وقد قسَّم الذهبي أحاديث سنن أبي داود حسب صحتها فقال:
| سنن أبي داود | فكتاب أبي داود أعلى ما فيه من: 1. الثابت ما أخرجه الشيخان، وذلك نحو من شطر الكتاب، 2. ثم يليه ما أخرجه أحد الشيخين، ورغب عنه الآخر، 3. ثم يليه ما رغبا عنه، وكان إسناده جيدًا، سالمًا من علة وشذوذ، 4. ثم يليه ما كان إسناده صالحًا، وقبله العلماء لمجيئه من وجهين لينين فصاعدًا، يعضد كل إسناد منهما الآخر، 5. ثم يليه ما ضعف إسناده لنقص حفظ راويه، فمثل هذا يمشيه أبو داود، ويسكت عنه غالبًا، 6. ثم يليه ما كان بين الضعف من جهة راويه، فهذا لا يسكت عنه، بل يوهنه غالبًا، وقد يسكت عنه بحسب شهرته ونكارته. | سنن أبي داود |

#### اختصار طرق الحديث
يقوم أبو داود باختصار أسانيد الحديث إذا تعددت الأسانيد للحديث الواحد، حيث يتبع طرق الاختصار مثل:
1. جمع الشيوخ بالعطف: جمع بين شيوخه بالعطف بحرف الواو، طلبًا للاختصار، وعدم تكرار الجزء المشترك من الإسناد بأكمله، ومن ذلك قوله: «حدثنا عثمان وأبو بكر ابنا أبي شيبة، قالا: حدثنا عمر بن سعد..».
2. جمع الأسانيد بالتحويل: جمع بين الأسانيد باستخدام حرف يدل على الانتقال من سند إلى آخر وهو حرف «ح»، والهدف من التحويل اختصار الأسانيد التي تلتقي عند راو معين، بعدم تكرار القدر المشترك بينها، وتوضع حاء التحويل «ح» عند الراوي الذي تلتقي عنده الأسانيد، ويكون عليه مدار مخرج الحديث، وقد توضع حاء التحويل بعد ذكر جزء من المتن، عند الموضع الذي يبدأ فيه اختلاف الروايتين.
3. ذكر بعض الطرق أو جزء من حديث والإشارة إلى الباقي للاختصار: إذا كان للحديث أكثر من إسناد أو متن، فإنه قد يذكر بعضها ويشير إلى باقيها، دون أن يذكرها بطولها، مثل قوله: «كذا رواه أبو أسامة، وابن نمير عن هشام».

### فقه أبي داود في سننه

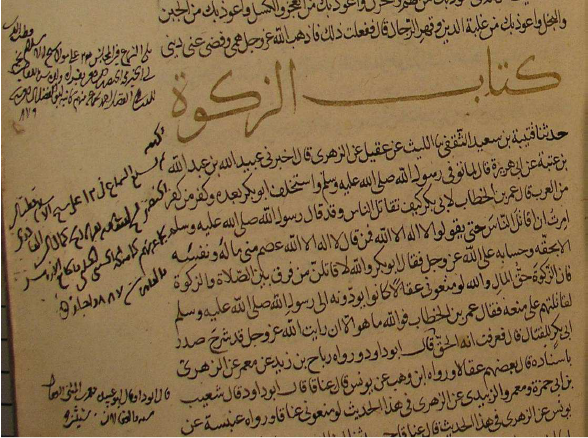
أول كتاب الزكاة، برواية اللؤلؤي من طريق الخطيب البغدادي بسند ابن طبرزد، نسخة مكتبة البروصة برقم 198.

اقتصرت سنن أبي داود على تخريج أحاديث الأحكام الفقهية، وهو غرض الكتاب الرئيسي، ولم يهتم بتخريج أحاديث الزهد وفضائل الأعمال، وقد صرح بذلك أبو داود فقال: « فأما أحاديث كثيرة في الزهد والفضائل وغيرها من غير هذا لم أخرجه.» لذلك اهتم بالأحاديث المشهورة التي استبط منها الفقهاء الأحكام، والتي اعتمدت عليها المذاهب الفقهية مثل مذهب سفيان الثوري ومالك والشافعي. كما جمع في السنن بعض ما جاء في موطأ الإمام مالك ومصنفات حماد بن سلمة ومصنف عبد الرزاق، ولا تتجاوز هذه الأحاديث ثُلث الكتاب.
يذكر أبو داود الفوائد على الحديث، فاهتم بتبيين الناسخ والمنسوخ من الحديث، فإذا كان الحديث منسوخًا يبينه، وأحيانًا يكتفي بتأخير الحديث الناسخ، وكان يشرح الألفاظ الغريبة من الحديث، بل كان يذكر الاستنباط الفقهي من الحديث،(1) كما يقوم أحيانًا باختصار المتن لفائدة فقهية، فيقول: «وربما اختصرت الحديث الطويل، لأني لو كتبته بطوله لم يعلم بعض من سمعه ولا يفهم موضع الفقه منه فاختصرته لذلك»، وقد يُعيد الحديث إذا كان فيه زيادة أو فائدة.

#### عناوين الأبواب
عناوين أبواب سنن أبي داود يغلب عليها الإيجاز والاختصار مقارنة بعناوين صحيح البخاري، وغالبًا ما تكون واضحة ومباشرة عن موضوع الباب والحكم الفقهي الذي يُستنبط منه، قال عبد العزيز الدهلوي: «وترجم  على كل حديث بما قد استنبط منه عالم وذهب إليها ذاهب.» فقد يأتي عنوان الباب دالًا على مضمونه من الأحاديث دلالة واضحة، ويُعبّر عن الحكم الفقهي الذي يُستنبط منه، وقد يأتي بصيغة الاستفهام، أو صيغة خبرية العامة، أو الاقتباس من لفظ الحديث. وقد يأتي الباب خاليًا من العنوان، ويقتصر المؤلف فيه على ذكر (باب) كما في كتاب «الصلاة». أما التراجم المرسلة فلم يُكثر أبو داود منها، وأوردها مرات قليلة، مثل قوله: «باب. حدثنا مسدد وعباد بن موسى قالا: حدثنا هُشيم..».

## مكانة سنن أبي داود واهتمام العلماء به

### مكانته
- قال أبو زكريا الساجي:[8] «كتاب الله أصل الإسلام، وكتاب السنن لأبي داود عهد الإسلام.»
- قال محمد بن مخلد:[8][9][46] «لما صنف أبو داود السنن وقرأه على الناس صار كتابه لأهل الحديث كالمصحف يتبعونه، وأقر له أهل زمانه بالحفظ فيه.»
- قال ابن الأعرابي عنه:[47] «لو أن رجلاً لم يكن عنده من العلم إلا المصحف الذي فيه كتاب الله ثم هذا الكتاب لم يحتج معهما إلى شيء من العلم البتة.»
- وعلق أبو سليمان الخطابي على كلمة ابن الأعرابي هذه فقال:[47][48] «وهذا لا شك فيه، لأن الله تعالى أنزل كتابه تبيانًا لكل شيء وقال: ﴿مَا فَرَّطْنَا فِي الْكِتَابِ مِنْ شَيْءٍ﴾، فأخبر سبحانه أنه لم يغادر شيئًا من أمر الدين لم يتضمن بيانه الكتاب، إلا أن البيان على ضربين: بيان جلي تناوله الذكر نصًا، وبيان خفي اشتمل عليه معنى التلاوة ضمنًا؛ فما كان من هذا الضرب كان تفصيل بيانه موكولاً إلى النبي ﷺ وهو معنى قوله سبحانه ﴿لِتُبَيِّنَ لِلنَّاسِ مَا نُزِّلَ إِلَيْهِمْ وَلَعَلَّهُمْ يَتَفَكَّرُونَ﴾، فمن جمع بين الكتاب والسنة فقد استوفى وجهي البيان، وقد جمع أبو داود في كتابه هذا من الحديث في أصول العلم وأمهات السنن وأحكام الفقه ما لا نعلم متقدمًا سبقه إليه ولا متأخرًا لحقه فيه.»
- قال أبو حامد الغزالي عن سنن أبي داود:[48][49] «إنها تكفي المجتهد في أحاديث الأحكام.»
- قال ابن قيم الجوزية:[50] «لما كان كتاب السنن لأبي داود  من الإسلام بالموضع الذي خصه الله به، بحيث صار حكمًا بين أهل الإسلام، وفصلاً في موارد النزاع والخصام، فإليه يتحاكم المنصفون، وبحكمه يرضي المحققون، فإنه جمع شمل أحاديث الأحكام، ورتبها أحسن ترتيب ونظمها أحسن نظام، مع انتقائها أحسن انتقاء، وإطراحه منها أحاديث المجروحين والضعفاء.»
- قال الخطيب البغدادي:[47] «كتاب السنن لأبي داود كتاب شريف لم يصنف في علم الدين كتاب مثله، وقد رزق القبول من كافة الناس وطبقات الفقهاء على اختلاف مذاهبهم وعليه معول أهل العراق ومصر وبلاد المغرب وكثير من أقطار الأرض.»
- قال النووي:[47] «ينبغي للمشاغل بالفقه وغيره الاعتبار بسنن أبي داود بمعرفته التامة، فإن معظم أحاديث الأحكام التي يحتج بها فيه مع سهولة تناوله وتلخيص أحاديثه وبراعة مصنفه واعتنائه بتهذيبه.»
- قال إبراهيم الحربي:[47] «لما صنف أبو داود كتاب السنن ألين لأبي داود الحديث كما ألين لداود الحديد.»
- أنشد أبو طاهر السلفي في مدحه فقال:[47]

### شروحه

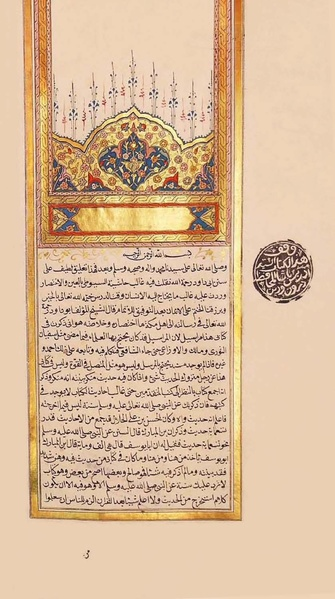
الصفحة الأولى من كتاب فتح الودود على سنن أبي داود، لأبي الحسن محمد بن عبد الهادي السندي.

وقد شرح كثير من العلماء سننَ أبي داوود، منهم:
- معالم السنن للخطابي، وهو من أشهر الشروح عليه، تحدث عن فقه الحديث ويذكر آراء العلماء في موضوع الحديث، ويرجح الرأي الذي يرتضيه من هذه الآراء. ثم يذكر ما في الحديث من الفوائد والاستنباطات الأخرى مما قد لا يتصل بعنوان الباب. وقام شهاب الدين المقدسي بتلخيصه وأسماه «عجالة العالم من كتاب المعالم».[51]
- العدد المودود في حواشي سنن أبي داود للمنذري (ت سنة 656 هـ)،[52] وقد ذكر فؤاد سزكين مكان وجود مخطوطته.[51]
- شرح السنن لشهاب الدين الرملي (ت سنة 744 هـ)،[52] ومخطوطاته موجودة في تركيا.[51]
- شرح السنن لقطب الدين أبي بكر بن أحمد بن دعين اليمني الشافعي (ت سنة 752 هـ) في أربع مجلدات، مات قبل أن يكمله.[51]
- شرح مغلطاي بن فليج (ت سنة 762 هـ)، ولم يكمله.[51]
- انتحاء السنن واقتفاء السنن، لشهاب الدين أبي محمد أحمد بن محمد بن إبراهيم بن هلال المقدسي، ومخطوطته محفوظة في مكتبة لاله لي في أربعة مجلدات.[51]
- شرح عمر بن رسلان بن نصر البلقيني (ت سنة 805 هـ).[51]
- شرح أبو زرعة العراقي، وهو شرح طويل.[51]
- شرح بدر الدين العيني،[52] وهو غير مكتمل.[51]
- مرقاة الصعود إلى سنن أبي داود، لجلال الدين السيوطي، وتوجد منه مخطوطات عدة ذكرها سزكين، واختصره علي بن سليمان الدمني الباجمعوي.[51][52]
- فتح الودود على سنن أبي داود، لأبي الحسن محمد بن عبد الهادي السندي (ت سنة 1138 هـ).[51]
- عون المعبود شرح سنن أبي داود، لمحمد شمس الحق العظيم آبادي،[53] ويقع في أربعة مجلدات كبيرة وقد طبع في الهند.[51]
- الإيجاز في شرح سنن أبي داود للنووي. وهو غير مكتمل.[54]
- المنهل العذب المورود شرح سنن الإمام أبي داود، لمحمود محمد خطاب السبكي.[55]

### الحواشي
- حاشية ابن قيم الجوزية.[56]
- حاشية عون الودود: لمحمد بن عبد الله بنجابي الحزاروي، طبع سنة 1318 هـ.[52]
- تعليقات المحمود: لفخر الحسين كنجوهي، طبع سنة 1905.[52]

### المختصرات
- مختصر المنذري.[51]
- مختصر محمد بن الحسن بن علي البلخي، من رجال القرن السابع.[51]
- تهذيب ابن القيم.[51]

### المخطوطات

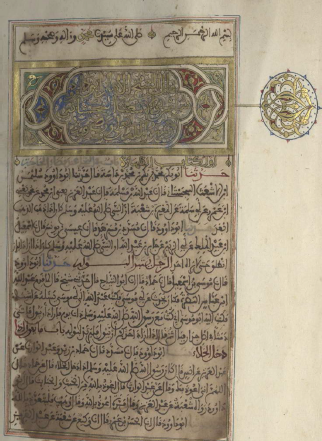
مخطوطة الخزانة الحسنية برواية ابن داسة، الصفحة الأولى من كتاب الطهارة.

- يوجد أكثر من اثنتي عشرة مخطوطة برواية اللؤلؤي من طريق الخطيب البغدادي، منها:[57]
  - نسخة المكتبة العثمانية بحلب برقم 215، محفوظة الآن في مكتبة الأسد بدمشق، نُسخت في القرن السادس، وكانت تُقرأ بالمسجد العمري بدمشق، سمعها ابن الشاطبي وابن أبي اليسر وابن عبد الهادي.
  - نسخة الملك المحسن أحمد بن صلاح الدين الأيوبي، ذكر ابن حجر أن الملك المحسن كتبها بيده، وقُرأت في أكثر من ثلاثين مدرسة.
  - نسخة المكتبة البريطانية بلندن برقم 8290.
  - نسخة المكتبة الوطنية بباريس برقم 708، قُرأت على المنذري، وعليها خطه.
  - نسخة مكتبة شيخ الإسلام فيض الله أفندي، وهي من أهم نسخ سنن أبي داود عمومًا، قُرأت على المنذري أيضًا سنة 655 هـ بدار الحديث الكاملية.
  - نسخة مكتبة كوبريلي، وهي من أهم نسخ سنن أبي داود، مكتوبة بخط ابن حجر العسقلاني، رواها برواية اللؤلؤي وفي الهوامش الروايات الأخرى، ويرمز لرواية ابن العبد بـ (عبـ) وابن داسة بـ (سـ) وابن الأعرابي بـ (عـ).
  - نسخة مكتبة البروصة برقم 198، بسند ابن طبرزد.
- يوجد أكثر من ثماني مخطوطات برواية اللؤلؤي من طريق أبي علي التستري، منها:[57]
  - مخطوطة دار الكتب المصرية برقم 604، سمعها العديد من العلماء، وكانت تُدرس بالجامع الأزهر.
  - نسخة مكتبة شيخ الإسلام فيض الله أفندي برقم 330، سمعها زين الدين العراقي.
- يوجد أكثر من إحدى وعشرين مخطوطة برواية ابن داسة بعضها غير مكتمل، منها:[58]
  - نسخة مكتبة الملك عبد العزيز بالمكتبة المحمودية بالمدينة المنورة برقم 433، وهي من أقدم النسخ ولكنها ناقصة، مكتوبة بخط كوفي قديم، آخرها باب صوم الدهر.
  - نسخة مكتبة الدولة ببرلين بألمانيا برقم 1210، وهي المجلد الرابع من السنن من أول كتاب الأدب حتى الملاحم، مكتوبة بخط كوفي قديم، ذكرها فؤاد سزكين.
  - نسخة مكتبة رئيس الكتاب بإسطنبول بتركيا برقم 145، وهي نسخة مصورة، نُسخت سنة 492 هـ.
  - مخطوطة الخزانة الوطنية بالرباط برقم 158ك، وهي برواية ابن داسة وعلى هوامشها رواية ابن الأعرابي والرملي، وهي غير كاملة.
  - مخطوطة الخزانة الحسنية بالرباط برقم 86، وهي كاملة، ولكنها على تبويب اللؤلؤي، وليس على ترتيب ابن داسة.
  - نسخة جامع القرويين بفاس، برقم 183، نسخة كاملة مكتوبة بخط مغربي، نُسخت في 1098 هـ.
- ولا يوجد نسخ منفردة للرملي وابن الأعرابي وابن العبد، ولكنها توجد غالبًا على هوامش رواية اللؤلؤي وراوية ابن داسة، مثل نسخة ابن حجر العسقلاني.[58]

## هوامش
- 1 مثلما فعل مع حديث عقبة بن عامر قال: «قلنا يا رسول الله، إنك تبعثنا فننزل بقوم فما يَقروننا، فما ترى؟ فقال لنا رسول الله ﷺ: إن نزلتم بقومٍ فأمروا لكم بما ينبغي للضيف فاقبلوا، فإن لم يفعلوا فخذوا منهم حق الضيف الذي ينبغي لهم»، ثم قال: «وهذه حجةٌ للرجل يأخذ الشيء إذا كان له حقًّا».[37]
- 2 يقول الخطيب البغدادي:[59] «وَمِمَّا يَتْلُو الصَّحِيحَيْنِ سُنَنُ أَبِي دَاوُدَ السِّجِسْتَانِيِّ وَأَبِي عَبْدِ الرَّحْمَنِ النَّسَوِيِّ وَأَبِي عِيسَى التِّرْمِذِيِّ وَكِتَابُ مُحَمَّدِ بْنِ إِسْحَاقَ بْنِ خُزَيْمَةَ النَّيْسَابُورِيِّ الَّذِي شَرَطَ فِيهِ عَلَى نَفْسِهِ إِخْرَاجَ مَا اتَّصَلَ سَنَدُهُ بِنَقْلِ الْعَدْلِ عَنِ الْعَدْلِ إِلَى النَّبِيِّ ﷺ، ثُمَّ كُتُبُ الْمَسَانِيدِ الْكِبَارِ مِثْلُ مُسْنَدِ أَبِي عَبْدِ اللَّهِ أَحْمَدَ بْنِ مُحَمَّدِ بْنِ حَنْبَلٍ».

## وصلات خارجية
- سنن أبي داود على المكتبة الوقفية نسخة محفوظة 17 مارس 2017 على موقع واي باك مشين..
- سنن أبي داود مفهرس باللغتين العربية والإنجليزية على موقع sunnah.com.
- سنن أبي داود مسموع على موقع طريق الإسلام.